# Nancai
Nancai (kinesiska: 南彩, 南彩镇) är en köping i Kina. Den ligger i stadsdistriket Shunyi i Pekings storstadsområde, i den norra delen av landet, omkring 34 kilometer nordost om stadskärnan. Antalet invånare är 50 639. Befolkningen består av 24 000 kvinnor och 26 639 män. Barn under 15 år utgör 8,0 %, vuxna 15-64 år 83 %, och äldre över 65 år 7,0 %.